# Megalomyrmex wallacei
Megalomyrmex wallacei är en myrart som beskrevs av Mann 1916. Megalomyrmex wallacei ingår i släktet Megalomyrmex och familjen myror. Inga underarter finns listade i Catalogue of Life.